# Kościół św. Stefana Węgierskiego w Barwicach
Kościół pw. Świętego Stefana Węgierskiego w Barwicach – rzymskokatolicka świątynia parafialna parafii pw. św. Stefana w Barwicach, dekanatu Barwice, diecezji koszalińsko-kołobrzeskiej, zlokalizowany w Barwicach, w województwie zachodniopomorskim, w powiecie szczecineckim.

## Historia i architektura

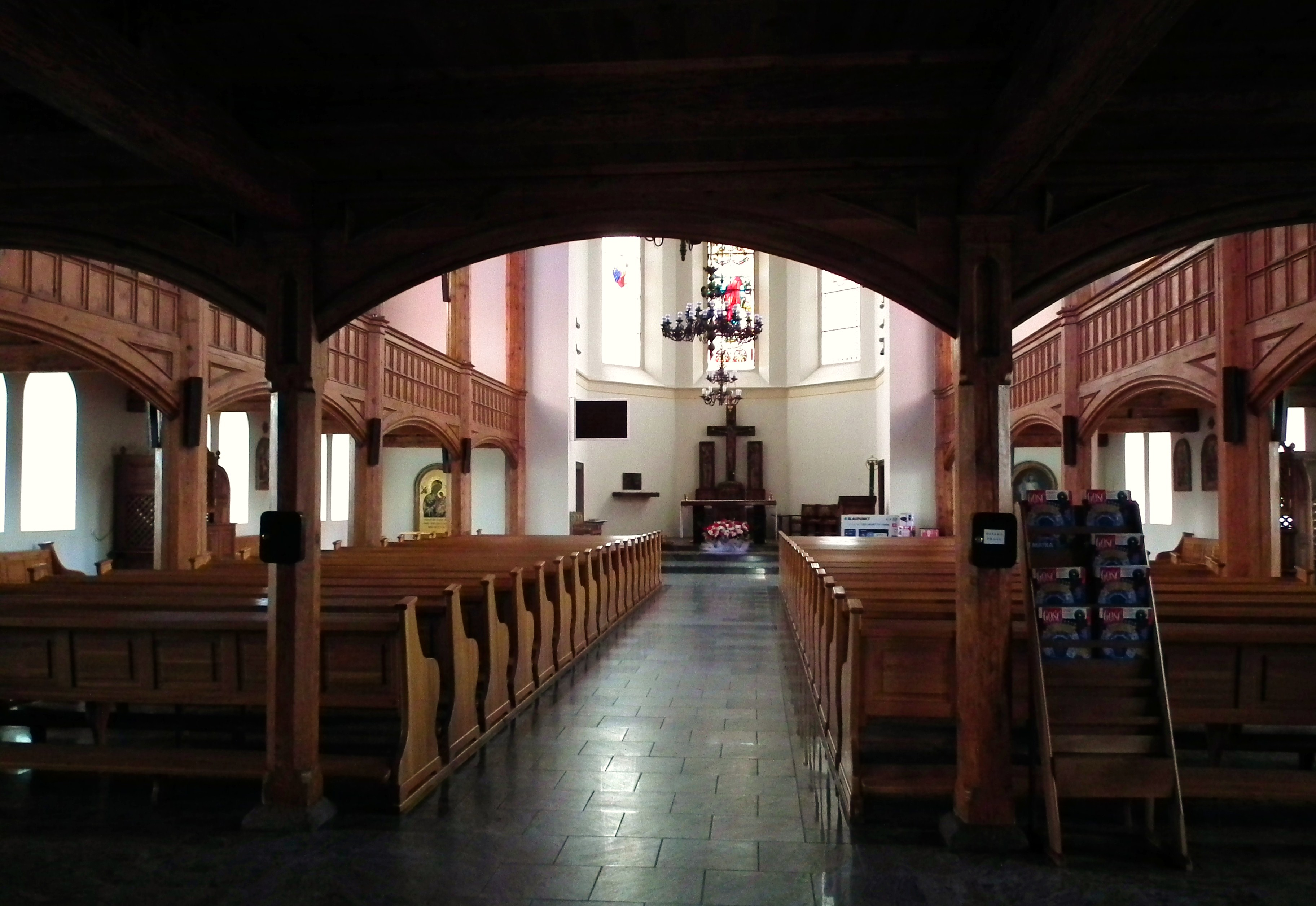
Wnętrze

Jest to świątynia zbudowana w latach 1861-1864 w stylu neogotyckim z elementami stylu arkadowego, jednonawowa. Jako kościół katolicki poświęcona w dniu 2 września 1945 r. Została wybudowana z czerwonej cegły na fundamencie z kamienia, posiada dwuspadowy dach. Od strony zachodniej mieści się strzelista wieża, wyposażona w trzy tarcze zegarowe oraz dzwon. Szczyty budowli są zakończone sterczynami. W kruchcie znajduje się chrzcielnica wykonana z cyny. Wnętrze pokryte jest drewnianym, łamanym stropem, podpartym razem z emporami przez dwa rzędy drewnianych słupów. Prezbiterium jest zamknięte pięciokątnie. W nawie i prezbiterium znajduje się 13 półokrągle sklepionych okien, wyposażonych w neogotyckie witraże. Ołtarz główny został wykonany po 1945 r. Wnętrze jest otoczone aż do prezbiterium przez empory: dwie boczne i chórową z organami oraz neogotyckim prospektem. Posadzki są nowe i zostały wykonane z brazylijskiego granitu.

## Organy
Organy zostały zbudowane w 1863 r. przez warsztat B. Grüneberga ze Szczecina. Są wyposażone w jedną wiatrownicę i dwa manuały. Posiadają 13 głosów, dwie klawiatury i pedał, traktura gry i traktura rejestrów są mechaniczne. W 2010 instrument przeszedł kapitalny remont.

## Otoczenie
Bezpośrednio przy kościele stoją:
- pomnik Jana Pawła II,

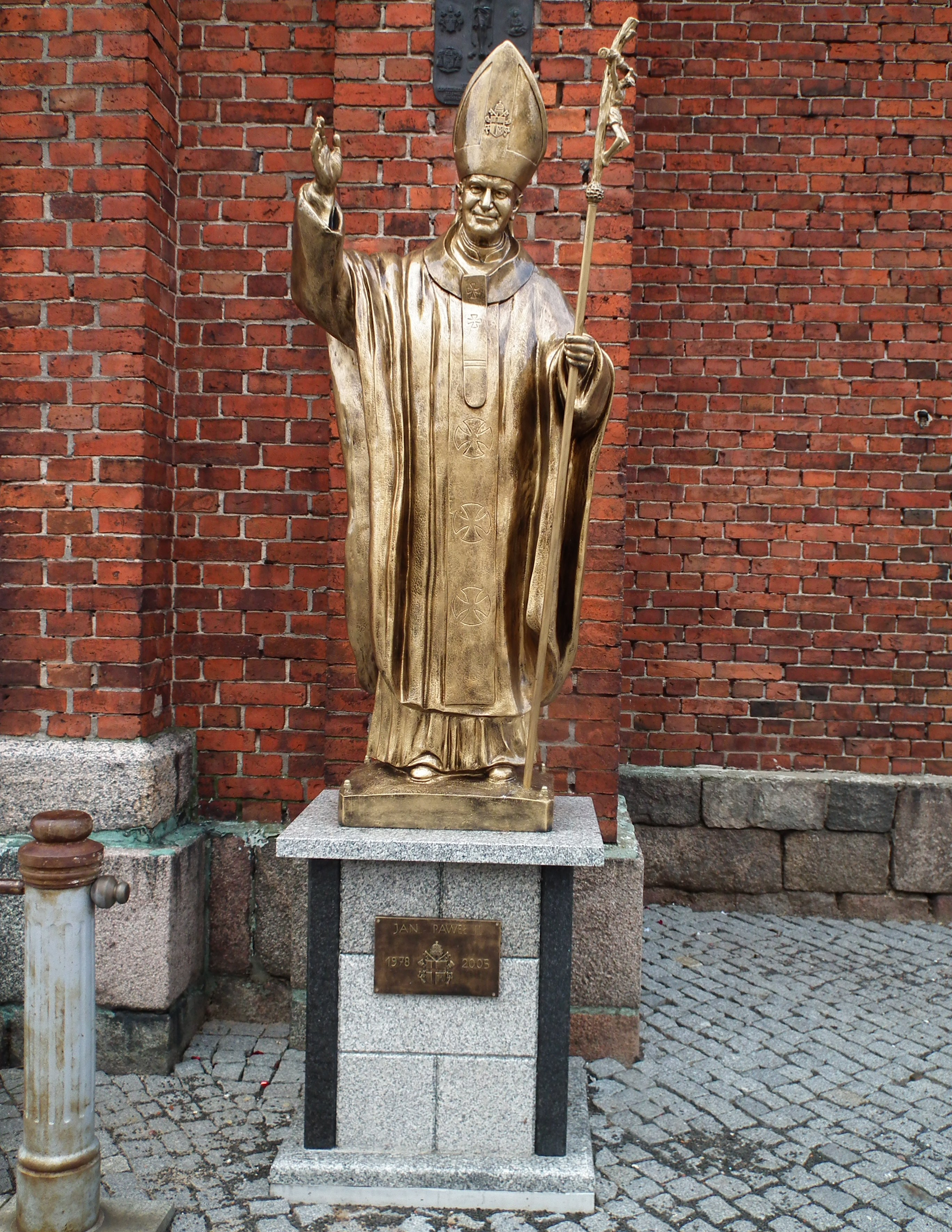
Pomnik Jana Pawła II

- głaz pamiątkowy z okazji 70-lecia odzyskania przez Polskę niepodległości[5].